# Єрлан Баібазаров
Єрлан Баібазаров або Єрлан Байбазаров (нар. 26 квітня 1990, Казахстан) — казахський співак.

## Виступ на Х-му сезоні шоуГолос країни
У січні 2020 року виступив в Х-му сезоні шоу Голос країни із піснею Feel it Still американского рок-гурту Portugal The Man. Він дуже вдало виступив і настільки сподобався журі (Потап і Настя, Тіна Кароль, Монатік та Dan Balan), що вони запропонували йому вживу експромтом заспівати разом на сцені. Під час виступу він співав різними тембрами голосу, імітуючи дует, чим заінтригував суддів. Акомпанував Байбазаров на електродомбрі (домбра — казахський народний інструмент). 
Ерлан для подальших виступів на конкурсі вибрав команду Насті і Потапа.
Кліп із виступом Ерлана отримав більше мільйона переглядів станом на 9 лютого 2020 року.